# A Manchester United FC átigazolásainak listája (1878–1992)
Az alábbi szócikk a Manchester United FC átigazolásait sorolja fel, a csapat 1878-as megalakulása (Newton Heath LYR néven; 1902-ig) és a Premier League 1992-es megszületése között. Ebben az időszakban az átigazolási összegek sokkal kisebbek voltak, mint az új angol első osztály megalakulása után és az első hivatalos csapatváltás pénzösszegért Angliában 1893-ban történt meg. A United 1908-ban költött először pénzt játékosra.
Az első alkalom, hogy a United külföldi (nem brit vagy ír) csapattal kötött megegyezést akkor történt, mikor Charlie Mitten a kolumbiai Independiente Santa Fe csapatába igazolt Manchesterből, az 1950–1951-es szezon során. A csapathoz pedig először Denis Law érkezett külföldről, miután 1962-ben a Torinótól tért vissza Angliába.

## 1893–1894-es szezon
Érkezők
| Játékos        | Életkor | Pozíció      | Honnan   | Összeg     |
| -------------- | ------- | ------------ | -------- | ---------- |
| John McCartney | 27      | szélsőhátvéd | Cowlairs | Ismeretlen |

## 1894–1895-ös szezon
Távozók
| Játékos        | Életkor | Pozíció      | Hova       | Összeg     |
| -------------- | ------- | ------------ | ---------- | ---------- |
| John McCartney | 28      | széslőhátvéd | Luton Town | Ismeretlen |

## 1903–1904-es szezon
Érkezők
| Játékos        | Életkor | Pozíció     | Honnan    | Összeg     |
| -------------- | ------- | ----------- | --------- | ---------- |
| Dick Duckworth | 21      | jobbfedezet | Stretford | Ismeretlen |

## 1905–1906-os szezon
Érkezők
| Játékos        | Életkor | Pozíció | Honnan                 | Összeg     |
| -------------- | ------- | ------- | ---------------------- | ---------- |
| Billy Meredith | 32      | támadó  | Manchester City        | Ismeretlen |
| Frank Buckley  | 23      | hátvéd  | Brighton & Hove Albion | Ismeretlen |

## 1906–1907-es szezon
Távozók
| Játékos       | Életkor | Pozíció | Hova            | Összeg     |
| ------------- | ------- | ------- | --------------- | ---------- |
| Frank Buckley | 24      | hátvéd  | Manchester City | Ismeretlen |

## 1908–1909-es szezon
Érkezők
| Játékos        | Életkor  | Pozíció  | Honnan   | Összeg |
| -------------- | -------- | -------- | -------- | ------ |
| Harold Hardman | 26       | támadó   | Everton  | €100   |
| Összesen       | Összesen | Összesen | Összesen | €100   |

## 1909–1910-es szezon
Távozók
| Játékos        | Életkor | Pozíció | Hova     | Összeg     |
| -------------- | ------- | ------- | -------- | ---------- |
| Harold Hardman | 27      | támadó  | Bradford | Ismeretlen |

## 1913–1914-es szezon
Érkezők
| Játékos        | Életkor | Pozíció | Honnan     | Összeg     |
| -------------- | ------- | ------- | ---------- | ---------- |
| Harold Hardman | 31      | támadó  | Stoke City | Ismeretlen |

## 1914–1915-ös szezon
Érkezők
| Játékos           | Életkor | Pozíció     | Honnan    | Összeg     |
| ----------------- | ------- | ----------- | --------- | ---------- |
| Patrick O’Connell | 27      | középpályás | Hull City | Ismeretlen |

## 1919–1920-as szezon
Távozók
| Játékos           | Életkor | Pozíció     | Hova      | Összeg     |
| ----------------- | ------- | ----------- | --------- | ---------- |
| Patrick O’Connell | 32      | középpályás | Dumbarton | Ismeretlen |

## 1921–1922-es szezon
Érkezők
| Játékos     | Életkor | Pozíció     | Honnan     | Összeg |
| ----------- | ------- | ----------- | ---------- | ------ |
| Neil McBain | 26      | középpályás | Ayr United | €5000  |

Távozók
| Játékos        | Életkor | Pozíció | Hova            | Összeg     |
| -------------- | ------- | ------- | --------------- | ---------- |
| Billy Meredith | 47      | támadó  | Manchester City | Ismeretlen |

## 1922–1923-as szezon
Távozók
| Játékos     | Életkor | Pozíció     | Hova    | Összeg |
| ----------- | ------- | ----------- | ------- | ------ |
| Neil McBain | 27      | középpályás | Everton | €5000  |

## 1923–1924-es szezon
Érkezők
| Játékos      | Életkor | Pozíció | Honnan            | Összeg     |
| ------------ | ------- | ------- | ----------------- | ---------- |
| Fred Kennedy | 20      | támadó  | Rossendale United | Ismeretlen |

## 1924–1925-ös szezon
Érkezők
| Játékos     | Életkor | Pozíció | Honnan         | Összeg     |
| ----------- | ------- | ------- | -------------- | ---------- |
| Albert Pape | 28      | támadó  | Clapton Orient | Ismeretlen |

## 1925–1926-os szezon
Érkezők
| Játékos        | Életkor | Pozíció | Honnan   | Összeg     |
| -------------- | ------- | ------- | -------- | ---------- |
| Dick Duckworth | 21      | hátvéd  | Rochdale | Ismeretlen |

Távozók
| Játékos      | Életkor | Pozíció | Hova    | Összeg     |
| ------------ | ------- | ------- | ------- | ---------- |
| Albert Pape  | 29      | támadó  | Fulham  | Ismeretlen |
| Fred Kennedy | 22      | támadó  | Everton | Ismeretlen |

## 1926–1927-es szezon
Távozók
| Játékos        | Életkor | Pozíció | Hova            | Összeg     |
| -------------- | ------- | ------- | --------------- | ---------- |
| Dick Duckworth | 21      | hátvéd  | Oldham Athletic | Ismeretlen |

## 1927–1928-as szezon
Érkezők
| Játékos         | Életkor | Pozíció | Honnan           | Összeg     |
| --------------- | ------- | ------- | ---------------- | ---------- |
| Charlie Spencer | 28      | hátvéd  | Newcastle United | Ismeretlen |

## 1929–1930-as szezon
Érkezők
| Játékos          | Életkor | Pozíció | Honnan                                 | Összeg     |
| ---------------- | ------- | ------- | -------------------------------------- | ---------- |
| Arthur Warburton | 20      | támadó  | Ismeretlen (Valószínűleg Sedgley Park) | Ismeretlen |

## 1927–1928-as szezon
Távozók
| Játékos         | Életkor | Pozíció | Hova            | Összeg     |
| --------------- | ------- | ------- | --------------- | ---------- |
| Charlie Spencer | 31      | hátvéd  | Tunbridge Wells | Ismeretlen |

## 1931–1932-es szezon
Távozók
| Játékos    | Életkor | Pozíció | Hova            | Összeg     |
| ---------- | ------- | ------- | --------------- | ---------- |
| Billy Dale | 26      | hátvéd  | Manchester City | Ismeretlen |

## 1932–1933-as szezon
Érkezők
| Játékos    | Életkor | Pozíció | Honnan       | Összeg     |
| ---------- | ------- | ------- | ------------ | ---------- |
| Neil Dewar | 25      | támadó  | Third Lanark | Ismeretlen |

## 1933–1934-es szezon
Érkezők
| Játékos         | Életkor  | Pozíció  | Honnan            | Összeg     |
| --------------- | -------- | -------- | ----------------- | ---------- |
| Jackie Cape     | 22       | támadó   | Newcastle United  | €2000      |
| Ernie Hine      | 32       | támadó   | Huddersfield Town | Ismeretlen |
| Walter McMillen | 19       | támadó   | Cliftonville      | Ismeretlen |
| Összesen        | Összesen | Összesen | Összesen          | €2000      |

Távozók
| Játékos          | Életkor | Pozíció | Hova                | Összeg     |
| ---------------- | ------- | ------- | ------------------- | ---------- |
| Neil Dewar       | 26      | támadó  | Sheffield Wednesday | Ismeretlen |
| Arthur Warburton | 24      | támadó  | Burnley             | Ismeretlen |

## 1934–1935-ös szezon
Érkezők
| Játékos      | Életkor | Pozíció | Honnan   | Összeg     |
| ------------ | ------- | ------- | -------- | ---------- |
| George Mutch | 21      | támadó  | Arbroath | Ismeretlen |

Távozók
| Játékos    | Életkor | Pozíció | Hova     | Összeg     |
| ---------- | ------- | ------- | -------- | ---------- |
| Ernie Hine | 33      | támadó  | Barnsley | Ismeretlen |

## 1935–1936-os szezon
Érkezők
| Játékos    | Életkor | Pozíció | Honnan            | Összeg     |
| ---------- | ------- | ------- | ----------------- | ---------- |
| Tommy Lang | 29      | támadó  | Huddersfield Town | Ismeretlen |

## 1936–1937-es szezon
Érkezők
| Játékos      | Életkor | Pozíció | Honnan           | Összeg     |
| ------------ | ------- | ------- | ---------------- | ---------- |
| Roy John     | 25      | kapus   | Sheffield United | Ismeretlen |
| Tommy Breen  | 24      | kapus   | Belfast Celtic   | Ismeretlen |
| Harry Baird  | 23      | támadó  | Linfield         | Ismeretlen |
| Johnny Carey | 17      | hátvéd  | St. James’s Gate | Ismeretlen |

Távozók
| Játékos         | Életkor | Pozíció | Hova           | Összeg     |
| --------------- | ------- | ------- | -------------- | ---------- |
| Tommy Lang      | 30      | támadó  | Swansea        | Ismeretlen |
| Roy John        | 26      | kapus   | Newport County | Ismeretlen |
| Walter McMillen | 23      | hátvéd  | Chesterfield   | Ismeretlen |

## 1937–1938-as szezon
Érkezők
| Játékos     | Életkor | Pozíció | Honnan           | Összeg     |
| ----------- | ------- | ------- | ---------------- | ---------- |
| Jack Smith  | 22      | támadó  | Newcastle United | Ismeretlen |
| Jack Rowley | 19      | támadó  | Bournemouth      | Ismeretlen |

Távozók
| Játékos      | Életkor | Pozíció | Hova                | Összeg     |
| ------------ | ------- | ------- | ------------------- | ---------- |
| Jackie Cape  | 25      | támadó  | Queens Park Rangers | Ismeretlen |
| George Mutch | 24      | támadó  | Preston North End   | Ismeretlen |

## 1938–1939-es szezon
Érkezők
| Játékos         | Életkor | Pozíció     | Honnan           | Összeg     |
| --------------- | ------- | ----------- | ---------------- | ---------- |
| Norman Tapken   | 24      | kapus       | Newcastle United | €850       |
| Jack Warner     | 26      | középpályás | Swansea          | Ismeretlen |
| Allenby Chilton | 20      | hátvéd      | Liverpool U21    | Ismeretlen |
| John Anderson   | 17      | támadó      | Ismeretlen       | Ismeretlen |
|                 |         |             |                  | €850       |

Távozók
| Játékos     | Életkor | Pozíció     | Hova              | Összeg     |
| ----------- | ------- | ----------- | ----------------- | ---------- |
| Harry Baird | 25      | középpályás | Huddersfield Town | Ismeretlen |

## 1939–1940-es szezon
Távozók
| Játékos     | Életkor | Pozíció | Hova            | Összeg     |
| ----------- | ------- | ------- | --------------- | ---------- |
| Paddy Sloan | 19      | támadó  | Tranmere Rovers | €580       |
| Tommy Breen | 27      | kapus   | Belfast Celtic  | Ismeretlen |
|             |         |         |                 | €580       |

## 1940–1945: Második világháború
A második világháború idején az angol első osztályban nem játszottak mérkőzéseket a csapatok, így átigazolások se történtek. Az időszakban a háborús bajnokság működött.

## 1945–1946-os szezon
Érkezők
| Játékos    | Életkor | Pozíció | Honnan     | Összeg |
| ---------- | ------- | ------- | ---------- | ------ |
| Ted Buckle | 20      | támadó  | Ismeretlen | €0     |
|            |         |         |            | €0     |

## 1946–1947-es szezon
Érkezők
| Játékos        | Életkor | Pozíció | Honnan               | Összeg     |
| -------------- | ------- | ------- | -------------------- | ---------- |
| Laurie Cassidy | 23      | támadó  | Brit Királyi Légierő | €0         |
| Jimmy Delaney  | 31      | támadó  | Celtic               | Ismeretlen |
|                |         |         |                      | €0         |

Távozók
| Játékos       | Életkor | Pozíció | Hova             | Összeg     |
| ------------- | ------- | ------- | ---------------- | ---------- |
| Norman Tapken | 33      | kapus   | Darlington       | Ismeretlen |
| Jack Smith    | 31      | támadó  | Blackburn Rovers | Ismeretlen |

## 1947–1948-as szezon
Érkezők
| Játékos      | Életkor | Pozíció     | Honnan         | Összeg     |
| ------------ | ------- | ----------- | -------------- | ---------- |
| John Ball    | 22      | hátvéd      | Wigan Athletic | €2000      |
| Tommy Lowrie | 19      | középpályás | Troon          | Ismeretlen |
|              |         |             |                | €2000      |

Távozók
| Játékos    | Életkor | Pozíció | Hova              | Összeg     |
| ---------- | ------- | ------- | ----------------- | ---------- |
| Joe Walton | 22      | hátvéd  | Preston North End | Ismeretlen |

## 1948–1949-es szezon
Érkezők
| Játékos       | Életkor | Pozíció | Honnan      | Összeg     |
| ------------- | ------- | ------- | ----------- | ---------- |
| Johnny Downie | 23      | támadó  | Bradford PA | €21 000    |
| Sonny Feehan  | 22      | kapus   | Waterford   | Ismeretlen |
|               |         |         |             | €21 000    |

Távozók
| Játékos       | Életkor | Pozíció | Hova         | Összeg     |
| ------------- | ------- | ------- | ------------ | ---------- |
| Johnny Morris | 25      | támadó  | Derby County | Ismeretlen |

## 1949–1950-es szezon
Érkezők
| Játékos     | Életkor | Pozíció | Honnan            | Összeg     |
| ----------- | ------- | ------- | ----------------- | ---------- |
| Tommy Bogan | 29      | támadó  | Preston North End | Ismeretlen |
| Ray Wood    | 18      | kapus   | Darlington        | Ismeretlen |

Távozók
| Játékos       | Életkor | Pozíció | Hova              | Összeg     |
| ------------- | ------- | ------- | ----------------- | ---------- |
| John Anderson | 27      | támadó  | Nottingham Forest | Ismeretlen |
| Ted Buckle    | 25      | támadó  | Everton           | Ismeretlen |
| Ronnie Burke  | 28      | támadó  | Huddersfield Town | Ismeretlen |

## 1950–1951-es szezon
Érkezők
| Játékos       | Életkor | Pozíció | Honnan           | Összeg     |
| ------------- | ------- | ------- | ---------------- | ---------- |
| Harry McShane | 30      | támadó  | Bolton Wanderers | Ismeretlen |
| Colin Webster | 17      | támadó  | Cardiff City     | Ismeretlen |

Távozók
| Játékos        | Életkor | Pozíció     | Hova                   | Összeg     |
| -------------- | ------- | ----------- | ---------------------- | ---------- |
| Jimmy Delaney  | 35      | támadó      | Aberdeen               | Ismeretlen |
| Tommy Bogan    | 30      | támadó      | Aberdeen               | Ismeretlen |
| Sammy Lynn     | 30      | középpályás | Bradford PA            | Ismeretlen |
| Charlie Mitten | 29      | támadó      | Independiente Santa Fe | Ismeretlen |
| John Ball      | 25      | hátvéd      | Bolton Wanderers       | Ismeretlen |
| Joe Lancaster  | 24      | kapus       | Accrington Stanley     | Ismeretlen |
| Sonny Feehan   | 23      | kapus       | Northampton Town       | Ismeretlen |
| Tommy Lowrie   | 22      | középpályás | Aberdeen               | Ismeretlen |

## 1951–1952-es szezon
Érkezők
| Játékos      | Életkor | Pozíció | Honnan          | Összeg  |
| ------------ | ------- | ------- | --------------- | ------- |
| Johnny Berry | 25      | támadó  | Birmingham City | €28 000 |
| John Walton  | 23      | támadó  | Bury            | €0      |
|              |         |         |                 | €28 000 |

Távozók
| Játékos      | Életkor | Pozíció     | Hova                    | Összeg     |
| ------------ | ------- | ----------- | ----------------------- | ---------- |
| Brian Birch  | 20      | támadó      | Wolverhampton Wanderers | €12 000    |
| Jack Warner  | 39      | középpályás | Oldham Athletic         | Ismeretlen |
| Alec Gaskell | 18      | támadó      | Southport               | Ismeretlen |
|              |         |             |                         | €12 000    |

## 1952–1953-as szezon
Érkezők
| Játékos      | Életkor | Pozíció | Honnan   | Összeg  |
| ------------ | ------- | ------- | -------- | ------- |
| Tommy Taylor | 21      | támadó  | Barnsley | €40 000 |
|              |         |         |          | €40 000 |

Távozók
| Játékos        | Életkor | Pozíció | Hova             | Összeg     |
| -------------- | ------- | ------- | ---------------- | ---------- |
| John Walton    | 24      | támadó  | Bury             | €0         |
| Frank Clempson | 22      | támadó  | Stockport County | Ismeretlen |
|                |         |         |                  | €0         |

## 1953–1954-es szezon
Érkezők
| Játékos      | Életkor | Pozíció | Honnan    | Összeg     |
| ------------ | ------- | ------- | --------- | ---------- |
| Ian Greaves  | 21      | hátvéd  | Buxton    | Ismeretlen |
| Billy Whelan | 18      | támadó  | Home Farm | Ismeretlen |

Távozók
| Játékos       | Életkor | Pozíció | Hova         | Összeg       |
| ------------- | ------- | ------- | ------------ | ------------ |
| Johnny Downie | 28      | támadó  | Luton Town   | €12 000      |
| Tom McNulty   | 24      | hátvéd  | Liverpool    | €8000        |
| Stan Pearson  | 35      | támadó  | Bury         | Ismeretlen   |
| Johnny Carey  | 34      | hátvéd  | Visszavonult | Visszavonult |
|               |         |         |              | €20 000      |

## 1954–1955-ös szezon
Távozók
| Játékos         | Életkor | Pozíció     | Hova            | Összeg       |
| --------------- | ------- | ----------- | --------------- | ------------ |
| Henry Cockburn  | 33      | középpályás | Bury            | Ismeretlen   |
| Allenby Chilton | 36      | hátvéd      | Grimsby Town    | Ismeretlen   |
| Jack Rowley     | 36      | támadó      | Plymouth Argyle | Ismeretlen   |
| Harry McShane   | 34      | támadó      | Oldham Athletic | Ismeretlen   |
| John Aston      | 32      | hátvéd      | Visszavonult    | Visszavonult |

## 1955–1956-os szezon
Érkezők
| Játékos       | Életkor | Pozíció | Honnan    | Összeg     |
| ------------- | ------- | ------- | --------- | ---------- |
| Jackie Mooney | 17      | támadó  | Home Farm | Ismeretlen |

Távozók
| Játékos     | Életkor | Pozíció     | Hova                | Összeg     |
| ----------- | ------- | ----------- | ------------------- | ---------- |
| Don Gibson  | 26      | középpályás | Sheffield Wednesday | Ismeretlen |
| Eddie Lewis | 20      | hátvéd      | Preston North End   | Ismeretlen |

## 1956–1957-es szezon
Érkezők
| Játékos    | Életkor | Pozíció | Honnan     | Összeg     |
| ---------- | ------- | ------- | ---------- | ---------- |
| Reg Hunter | 18      | támadó  | Colwyn Bay | Ismeretlen |

Távozók
| Játékos           | Életkor | Pozíció     | Hova            | Összeg       |
| ----------------- | ------- | ----------- | --------------- | ------------ |
| Laurie Cassidy    | 33      | támadó      | Oldham Athletic | Ismeretlen   |
| Jackie Scott      | 22      | támadó      | Grimsby Town    | Ismeretlen   |
| Cliff Birkett     | 22      | támadó      | Southport       | Ismeretlen   |
| Walter Whitehurst | 22      | középpályás | Chesterfield    | Ismeretlen   |
| Jack Crompton     | 34      | kapus       | Visszavonult    | Visszavonult |

## 1957–1958-as szezon
Érkezők
| Játékos       | Életkor | Pozíció     | Honnan           | Összeg     |
| ------------- | ------- | ----------- | ---------------- | ---------- |
| Harry Gregg   | 25      | kapus       | Doncaster Rovers | €26 000    |
| Stan Crowther | 22      | középpályás | Aston Villa      | €21 000    |
| Ernie Taylor  | 32      | támadó      | Blackpool        | €9000      |
| Tommy Heron   | 21      | hátvéd      | Portadown        | Ismeretlen |
|               |         |             |                  | €56 000    |

Távozók
| Játékos        | Életkor | Pozíció     | Hova           | Összeg       |
| -------------- | ------- | ----------- | -------------- | ------------ |
| John Doherty   | 22      | támadó      | Leicester City | €8000        |
| Jeff Whitefoot | 23      | középpályás | Grimsby Town   | Ismeretlen   |
| Johnny Berry   | 31      | támadó      | Visszavonult   | Visszavonult |
|                |         |             |                | €8000        |

## 1958–1959-es szezon
Érkezők
| Játékos        | Életkor | Pozíció     | Honnan              | Összeg     |
| -------------- | ------- | ----------- | ------------------- | ---------- |
| Albert Quixall | 25      | középpályás | Sheffield Wednesday | €50 000    |
| Warren Bradley | 25      | középpályás | Bishop Auckland     | Ismeretlen |
|                |         |             |                     | €50 000    |

Távozók
| Játékos         | Életkor | Pozíció     | Hova              | Összeg       |
| --------------- | ------- | ----------- | ----------------- | ------------ |
| Colin Webster   | 26      | támadó      | Swansea City      | €12 000      |
| Stan Crowther   | 23      | középpályás | Chelsea           | €12 000      |
| Ernie Taylor    | 33      | támadó      | Sunderland        | €8000        |
| Ray Wood        | 27      | kapus       | Huddersfield Town | Ismeretlen   |
| Jackie Mooney   | 20      | támadó      | Bangor City       | Ismeretlen   |
| Tony Hawksworth | 20      | kapus       | Bedford Town      | Ismeretlen   |
| Bob Hardisty    | 36      | támadó      | Visszavonult      | Visszavonult |
|                 |         |             |                   | €32 000      |

## 1959–1960-as szezon
Érkezők
| Játékos    | Életkor | Pozíció | Honnan     | Összeg |
| ---------- | ------- | ------- | ---------- | ------ |
| Tony Dunne | 18      | hátvéd  | Shelbourne | €8000  |
|            |         |         |            | €8000  |

Távozók
| Játékos             | Életkor | Pozíció     | Hova            | Összeg       |
| ------------------- | ------- | ----------- | --------------- | ------------ |
| Freddie Goodwin     | 26      | középpályás | Leeds United    | €12 000      |
| Gordon Clayton      | 22      | kapus       | Tranmere Rovers | Ismeretlen   |
| Peter Jones         | 22      | hátvéd      | Wrexham         | Ismeretlen   |
| Reg Hunter          | 20      | támadó      | Wrexham         | Ismeretlen   |
| Jackie Blanchflower | 26      | középpályás | Visszavonult    | Visszavonult |
| Wilf McGuinness     | 22      | középpályás | Visszavonult    | Visszavonult |
|                     |         |             |                 | €12 000      |

## 1960–1961-es szezon
Érkezők
| Játékos         | Életkor | Pozíció     | Honnan               | Összeg     |
| --------------- | ------- | ----------- | -------------------- | ---------- |
| Maurice Setters | 23      | középpályás | West Bromwich Albion | €35 000    |
| Noel Cantwell   | 28      | hátvéd      | West Ham United      | €33 000    |
| Mike Pinner     | 26      | kapus       | Queens Park Rangers  | Ismeretlen |
|                 |         |             |                      | €68 000    |

Távozók
| Játékos        | Életkor | Pozíció | Hova                   | Összeg     |
| -------------- | ------- | ------- | ---------------------- | ---------- |
| Ian Greaves    | 28      | hátvéd  | Lincoln City           | Ismeretlen |
| Albert Scanlon | 25      | támadó  | Newcastle United       | Ismeretlen |
| Joe Carolan    | 23      | hátvéd  | Brighton & Hove Albion | Ismeretlen |

## 1961–1962-es szezon
Érkezők
| Játékos       | Életkor | Pozíció     | Honnan     | Összeg     |
| ------------- | ------- | ----------- | ---------- | ---------- |
| David Herd    | 27      | támadó      | Arsenal    | €50 000    |
| Pat Crerand   | 22      | középpályás | Celtic     | Ismeretlen |
| Dennis Walker | 16      | hátvéd      | Ismeretlen | Ismeretlen |
|               |         |             |            | €50 000    |

Távozók
| Játékos        | Életkor | Pozíció | Hova              | Összeg     |
| -------------- | ------- | ------- | ----------------- | ---------- |
| Dennis Viollet | 28      | támadó  | Stoke City        | €29 000    |
| Ron Cope       | 26      | hátvéd  | Luton Town        | €15 000    |
| Mike Pinner    | 27      | kapus   | Hendon Town       | €0         |
| Tommy Heron    | 25      | hátvéd  | York City         | Ismeretlen |
| Kenny Morgans  | 22      | támadó  | Swansea City      | Ismeretlen |
| Alex Dawson    | 21      | támadó  | Preston North End | Ismeretlen |
|                |         |         |                   | €44 000    |

## 1962–1963-as szezon
Érkezők
| Játékos       | Életkor | Pozíció | Honnan        | Összeg     |
| ------------- | ------- | ------- | ------------- | ---------- |
| Denis Law     | 22      | támadó  | Torino        | €115 000   |
| Albert Kinsey | 16      | támadó  | Ismeretlen    | Ismeretlen |
| David Sadler  | 16      | hátvéd  | Maidstone U19 | Ismeretlen |
|               |         |         |               | €115 000   |

Távozók
| Játékos        | Életkor | Pozíció     | Hova              | Összeg     |
| -------------- | ------- | ----------- | ----------------- | ---------- |
| Warren Bradley | 29      | középpályás | Bury              | Ismeretlen |
| Nobby Lawton   | 22      | középpályás | Preston North End | Ismeretlen |

## 1963–1964-es szezon
Érkezők
| Játékos       | Életkor | Pozíció     | Honnan  | Összeg   |
| ------------- | ------- | ----------- | ------- | -------- |
| John Connelly | 25      | támadó      | Burnley | €70 000  |
| Graham Moore  | 22      | középpályás | Chelsea | €40 000  |
|               |         |             |         | €110 000 |

Távozók
| Játékos        | Életkor | Pozíció     | Hova                | Összeg     |
| -------------- | ------- | ----------- | ------------------- | ---------- |
| Johnny Giles   | 22      | középpályás | Leeds United        | €40 000    |
| Mark Pearson   | 23      | támadó      | Sheffield Wednesday | €20 000    |
| Sammy McMillan | 22      | támadó      | Wrexham             | Ismeretlen |
| Frank Haydock  | 22      | hátvéd      | Charlton Athletic   | Ismeretlen |
|                |         |             |                     | €60 000    |

## 1964–1965-ös szezon
Érkezők
| Játékos   | Életkor | Pozíció | Honnan          | Összeg  |
| --------- | ------- | ------- | --------------- | ------- |
| Pat Dunne | 21      | kapus   | Shamrock Rovers | €14 000 |
|           |         |         |                 | €14 000 |

Távozók
| Játékos         | Életkor | Pozíció     | Hova              | Összeg     |
| --------------- | ------- | ----------- | ----------------- | ---------- |
| Phil Chisnall   | 21      | támadó      | Liverpool         | €29 000    |
| Jimmy Nicholson | 21      | középpályás | Huddersfield Town | €11 000    |
| Albert Quixall  | 31      | támadó      | Oldham Athletic   | €8000      |
| Graham Moore    | 23      | középpályás | Northampton Town  | Ismeretlen |
| Ian Moir        | 21      | támadó      | Blackpool         | Ismeretlen |
| Maurice Setters | 27      | középpályás | Stoke City        | Ismeretlen |
| Ronnie Briggs   | 21      | kapus       | Swansea City      | Ismeretlen |
| Dennis Walker   | 19      | hátvéd      | York City         | Ismeretlen |
|                 |         |             |                   | €48 000    |

## 1965–1966-os szezon
Távozók
| Játékos        | Életkor | Pozíció | Hova    | Összeg     |
| -------------- | ------- | ------- | ------- | ---------- |
| Albert Kinsley | 19      | támadó  | Wrexham | Ismeretlen |

## 1966–1967-es szezon
Érkezők
| Játékos      | Életkor | Pozíció | Honnan  | Összeg  |
| ------------ | ------- | ------- | ------- | ------- |
| Alex Stepney | 23      | kapus   | Chelsea | €61 000 |
|              |         |         |         | €61 000 |

Távozók
| Játékos         | Életkor | Pozíció | Hova             | Összeg     |
| --------------- | ------- | ------- | ---------------- | ---------- |
| John Connelly   | 28      | támadó  | Blackburn Rovers | €50 000    |
| Willie Anderson | 19      | támadó  | Aston Villa      | €22 000    |
| Pat Dunne       | 23      | kapus   | Plymouth Argyle  | €7000      |
| Wilf Tranter    | 21      | hátvéd  | Brighton & Hove  | Ismeretlen |
| Harry Gregg     | 24      | kapus   | Stoke City       | Ismeretlen |
|                 |         |         |                  | €79 000    |

## 1967–1968-as szezon
Távozók
| Játékos       | Életkor | Pozíció | Hova         | Összeg       |
| ------------- | ------- | ------- | ------------ | ------------ |
| Noel Cantwell | 35      | hátvéd  | Visszavonult | Visszavonult |

## 1968–1969-es szezon
Érkezők
| Játékos       | Életkor | Pozíció | Honnan  | Összeg     |
| ------------- | ------- | ------- | ------- | ---------- |
| Willie Morgan | 23      | támadó  | Burnley | Ismeretlen |

Távozók
| Játékos    | Életkor | Pozíció | Hova       | Összeg |
| ---------- | ------- | ------- | ---------- | ------ |
| David Herd | 34      | támadó  | Stoke City | €0     |
|            |         |         |            | €0     |

## 1969–1970-es szezon
Érkezők
| Játékos | Életkor | Pozíció | Honnan  | Összeg  |
| ------- | ------- | ------- | ------- | ------- |
| Ian Ure | 23      | hátvéd  | Arsenal | €94 000 |
|         |         |         |         | €94 000 |

Távozók
| Játékos       | Életkor | Pozíció | Hova             | Összeg     |
| ------------- | ------- | ------- | ---------------- | ---------- |
| David Gaskell | 28      | kapus   | Wrexham          | Ismeretlen |
| Frank Kopel   | 20      | hátvéd  | Blackburn Rovers | Ismeretlen |

## 1970–1971-es szezon
Távozók
| Játékos      | Életkor | Pozíció | Hova         | Összeg       |
| ------------ | ------- | ------- | ------------ | ------------ |
| Don Givens   | 21      | támadó  | Luton Town   | €18 000      |
| Shay Brennan | 33      | hátvéd  | Waterford    | €0           |
| Jimmy Ryan   | 25      | támadó  | Luton Town   | Ismeretlen   |
| Bill Foulkes | 38      | hátvéd  | Visszavonult | Visszavonult |
| Bobby Noble  | 24      | hátvéd  | Visszavonult | Visszavonult |
|              |         |         |              | €18 000      |

## 1971–1972-es szezon
Érkezők
| Játékos       | Életkor | Pozíció | Honnan   | Összeg   |
| ------------- | ------- | ------- | -------- | -------- |
| Martin Buchan | 22      | hátvéd  | Aberdeen | €135 000 |
|               |         |         |          | €135 000 |

Távozók
| Játékos        | Életkor | Pozíció     | Hova            | Összeg     |
| -------------- | ------- | ----------- | --------------- | ---------- |
| Nobby Stiles   | 29      | hátvéd      | Middlesbrough   | €25 000    |
| Ian Ure        | 31      | hátvéd      | St. Mirren      | €0         |
| Pat Crerand    | 32      | középpályás | Wits University | Ismeretlen |
| Barney Daniels | 20      | támadó      | Ashton United   | Ismeretlen |
|                |         |             |                 | €25 000    |

## 1972–1973-as szezon
Érkezők
| Játékos          | Életkor | Pozíció     | Honnan            | Összeg     |
| ---------------- | ------- | ----------- | ----------------- | ---------- |
| Ian Storey-Moore | 27      | támadó      | Nottingham Forest | €223 000   |
| Ted MacDougall   | 25      | támadó      | Bournemouth       | €217 000   |
| George Graham    | 28      | középpályás | Arsenal           | €150 000   |
| Alex Forsyth     | 28      | hátvéd      | Partick Thistle   | €150 000   |
| Jim Holton       | 21      | hátvéd      | Shrewsbury        | €93 000    |
| Wyn Davies       | 30      | támadó      | Manchester City   | €68 000    |
| Trevor Anderson  | 21      | támadó      | Portadown         | €25 000    |
| Arnie Sidebottom | 18      | hátvéd      | Huddersfield Town | Ismeretlen |
|                  |         |             |                   | €926 000   |

Távozók
| Játékos          | Életkor | Pozíció | Hova              | Összeg     |
| ---------------- | ------- | ------- | ----------------- | ---------- |
| Alan Gowling     | 23      | támadó  | Huddersfield Town | €75 000    |
| Francis Burns    | 23      | hátvéd  | Southampton       | €75 000    |
| John Aston       | 24      | támadó  | Luton Town        | €33 000    |
| John Connaughton | 23      | kapus   | Sheffield United  | €17 000    |
| Ian Donald       | 21      | hátvéd  | Partick Thistle   | Ismeretlen |
| Ted MacDougall   | 26      | támadó  | West Ham United   | Ismeretlen |
| Victor Hooks     | 16      | támadó  | Grimsby Town      | Ismeretlen |
|                  |         |         |                   | €200 000   |

## 1973–1974-es szezon
Érkezők
| Játékos         | Életkor | Pozíció     | Honnan                  | Összeg     |
| --------------- | ------- | ----------- | ----------------------- | ---------- |
| Lou Macari      | 24      | középpályás | Celtic                  | €225 000   |
| Jim McCalliog   | 27      | középpályás | Wolverhampton Wanderers | €90 000    |
| Paddy Roche     | 22      | kapus       | Shelbourne              | €150 000   |
| Stewart Houston | 24      | hátvéd      | Brentford               | Ismeretlen |
| George Buchan   | 23      | támadó      | Aberdeen                | Ismeretlen |
| Ray O’Brien     | 22      | hátvéd      | Shelbourne              | Ismeretlen |
| Mick Martin     | 21      | középpályás | Bohemians               | Ismeretlen |
| Gerry Daly      | 19      | középpályás | Bohemians               | Ismeretlen |
|                 |         |             |                         | €333 000   |

Távozók
| Játékos          | Életkor | Pozíció     | Hova              | Összeg       |
| ---------------- | ------- | ----------- | ----------------- | ------------ |
| Carlo Sartori    | 25      | középpályás | Bologna           | €57 000      |
| Ray O’Brien      | 22      | hátvéd      | Notts County      | €53 000      |
| Wyn Davies       | 31      | támadó      | Blackpool         | €21 000      |
| Paul Edwards     | 25      | hátvéd      | Oldham Athletic   | €20 000      |
| Denis Law        | 33      | támadó      | Manchester City   | €0           |
| Bobby Charlton   | 26      | támadó      | Preston North End | €0           |
| Tony Dunne       | 32      | hátvéd      | Bolton Wanderers  | Ismeretlen   |
| David Sadler     | 27      | hátvéd      | Preston North End | Ismeretlen   |
| Jimmy Rimmer     | 25      | kapus       | Arsenal           | Ismeretlen   |
| Willie Watson    | 23      | hátvéd      | Motherwell        | Ismeretlen   |
| Tommy O’Neil     | 20      | hátvéd      | Southport         | Ismeretlen   |
| Peter Abbott     | 20      | támadó      | Swansea City      | Ismeretlen   |
| Jimmy Rimmer     | 25      | kapus       | Swansea City      | Kölcsönben   |
| Ian Storey-Moore | 28      | támadó      | Nincs klubja      | Nincs klubja |
| John Fitzpatrick | 26      | hátvéd      | Visszavonult      | Visszavonult |
|                  |         |             |                   | €151 000     |

## 1974–1975-ös szezon
Érkezők
| Játékos        | Életkor | Pozíció     | Honnan     | Összeg     |
| -------------- | ------- | ----------- | ---------- | ---------- |
| Stuart Pearson | 25      | támadó      | Hull City  | €225 000   |
| Ron Davies     | 32      | támadó      | Portsmouth | €48 000    |
| Tommy Baldwin  | 29      | középpályás | Chelsea    | Kölcsönben |
|                |         |             |            | €273 000   |

Távozók
| Játékos         | Életkor | Pozíció     | Hova            | Összeg     |
| --------------- | ------- | ----------- | --------------- | ---------- |
| Brian Kidd      | 25      | támadó      | Arsenal         | €122 000   |
| Jim McCalliog   | 28      | középpályás | Southampton     | €68 000    |
| George Best     | 28      | támadó      | Jewish Guild    | €0         |
| George Graham   | 29      | középpályás | Portsmouth      | Ismeretlen |
| George Buchan   | 24      | támadó      | Bury            | Ismeretlen |
| Trevor Anderson | 23      | hátvéd      | Swindon Town    | Ismeretlen |
| Clive Griffiths | 19      | hátvéd      | Plymouth Argyle | Ismeretlen |
| Peter Fletcher  | 20      | támadó      | Hull City       | Ismeretlen |
|                 |         |             |                 | €190 000   |

## 1975–1976-os szezon
Érkezők
| Játékos        | Életkor | Pozíció     | Honnan            | Összeg     |
| -------------- | ------- | ----------- | ----------------- | ---------- |
| Gordon Hill    | 21      | támadó      | Millwall          | €100 000   |
| Tommy Jackson  | 28      | középpályás | Nottingham Forest | Ismeretlen |
| Steve Coppell  | 19      | középpályás | Tranmere Rovers   | Ismeretlen |
| Steve Paterson | 17      | hátvéd      | Nairn County      | Ismeretlen |
|                |         |             |                   | €100 000   |

Távozók
| Játékos           | Életkor | Pozíció     | Hova                 | Összeg     |
| ----------------- | ------- | ----------- | -------------------- | ---------- |
| Ron Davies        | 33      | támadó      | Los Angeles Aztecs   | €0         |
| Willie Morgan     | 30      | támadó      | Burnley              | Ismeretlen |
| Steve James       | 26      | hátvéd      | York City            | Ismeretlen |
| Tony Young        | 23      | hátvéd      | Charlton Athletic    | Ismeretlen |
| Arnold Sidebottom | 21      | hátvéd      | Huddersfield Town    | Ismeretlen |
| Mick Martin       | 23      | középpályás | West Bromwich Albion | Ismeretlen |
| Paul Bielby       | 19      | támadó      | Hartlepool United    | Ismeretlen |
|                   |         |             |                      | €0         |

## 1976–1977-es szezon
Érkezők
| Játékos         | Életkor | Pozíció     | Honnan                    | Összeg     |
| --------------- | ------- | ----------- | ------------------------- | ---------- |
| Jimmy Greenhoff | 30      | támadó      | Stoke City                | €135 000   |
| Chris McGrath   | 21      | támadó      | Tottenham Hotspur         | €45 000    |
| Alan Foggon     | 26      | támadó      | Connecticut Bicentennials | €44 000    |
| Ashley Grimes   | 19      | középpályás | Bohemians                 | €31 000    |
| Oshor Williams  | 18      | támadó      | Middlesbrough U18         | €0         |
| Colin Waldron   | 28      | hátvéd      | Burnley                   | Ismeretlen |
|                 |         |             |                           | €255 000   |

Távozók
| Játékos       | Életkor | Pozíció | Hova          | Összeg     |
| ------------- | ------- | ------- | ------------- | ---------- |
| Jim Holton    | 25      | hátvéd  | Sunderland    | €71 000    |
| Alan Foggon   | 26      | támadó  | Sunderland    | €28 000    |
| Peter Coyne   | 18      | támadó  | Ashton United | Ismeretlen |
| Colin Waldron | 28      | hátvéd  | Sunderland    | Ismeretlen |
|               |         |         |               | €99 000    |

## 1977–1978-as szezon
Érkezők
| Játékos        | Életkor | Pozíció | Honnan          | Összeg   |
| -------------- | ------- | ------- | --------------- | -------- |
| Gordon McQueen | 25      | hátvéd  | Leeds United    | €560 000 |
| Joe Jordan     | 26      | támadó  | Leeds United    | €410 000 |
| Gary Bailey    | 19      | kapus   | Wits University | €0       |
|                |         |         |                 | €970 000 |

Távozók
| Játékos        | Életkor | Pozíció     | Hova                 | Összeg     |
| -------------- | ------- | ----------- | -------------------- | ---------- |
| Oshor Williams | 19      | támadó      | Billingham Synthonia | €0         |
| Alex Stepney   | 35      | kapus       | Dallas Tornado       | Ismeretlen |
| Gerry Daly     | 23      | középpályás | Derby County         | Ismeretlen |
|                |         |             |                      | €0         |

## 1978–1979-es szezon
Érkezők
| Játékos       | Életkor | Pozíció     | Honnan                    | Összeg     |
| ------------- | ------- | ----------- | ------------------------- | ---------- |
| Tom Sloan     | 19      | középpályás | Ballymena United          | €38 000    |
| Mickey Thomas | 23      | középpályás | Wrexham                   | Ismeretlen |
| Kevin Moran   | 22      | hátvéd      | University College Dublin | Ismeretlen |
| Tom Connell   | 20      | hátvéd      | Coleraine                 | Ismeretlen |
|               |         |             |                           | €38 000    |

Távozók
| Játékos        | Életkor | Pozíció     | Hova         | Összeg     |
| -------------- | ------- | ----------- | ------------ | ---------- |
| Gordon Hill    | 24      | támadó      | Derby County | €300 000   |
| Jonathon Clark | 19      | középpályás | Derby County | €75 000    |
| Tommy Jackson  | 31      | középpályás | Waterford    | Ismeretlen |
| Alex Forsyth   | 26      | hátvéd      | Rangers      | Kölcsönben |
|                |         |             |              | €375 000   |

## 1979–1980-as szezon
Érkezők
| Játékos     | Életkor | Pozíció     | Honnan       | Összeg   |
| ----------- | ------- | ----------- | ------------ | -------- |
| Ray Wilkins | 26      | középpályás | Leeds United | €925 000 |
|             |         |             |              | €925 000 |

Távozók
| Játékos          | Életkor | Pozíció     | Hova                | Összeg     |
| ---------------- | ------- | ----------- | ------------------- | ---------- |
| Brian Greenhoff  | 26      | középpályás | Leeds United        | €500 000   |
| David McCreery   | 21      | középpályás | Queens Park Rangers | €250 000   |
| Martyn Rogers    | 19      | hátvéd      | Queens Park Rangers | €8000      |
| Alex Forsyth     | 27      | hátvéd      | Rangers             | €0         |
| Stuart Pearson   | 30      | támadó      | West Ham United     | Ismeretlen |
| Gary Micklewhite | 18      | középpályás | Queens Park Rangers | Ismeretlen |
|                  |         |             |                     | €758 000   |

## 1980–1981-es szezon
Érkezők
| Játékos          | Életkor | Pozíció | Honnan            | Összeg     |
| ---------------- | ------- | ------- | ----------------- | ---------- |
| Garry Birtles    | 24      | támadó  | Nottingham Forest | €1 500 000 |
| Nikola Jovanović | 27      | hátvéd  | Crvena zvezda     | €330 000   |
| Anthony Whelan   | 20      | hátvéd  | Bohemians         | €35 000    |
|                  |         |         |                   | €1 870 000 |

Távozók
| Játékos         | Életkor | Pozíció | Hova                   | Összeg     |
| --------------- | ------- | ------- | ---------------------- | ---------- |
| Steve Paterson  | 22      | hátvéd  | Sheffield United       | €90 000    |
| Jimmy Greenhoff | 34      | támadó  | Crewe Alexandra        | Ismeretlen |
| Stewart Houston | 31      | hátvéd  | Sheffield United       | Ismeretlen |
| Chris McGrath   | 26      | támadó  | Tulsa Roughnecks       | Ismeretlen |
| Mickey Thomas   | 26      | támadó  | Everton                | Ismeretlen |
| Andy Ritchie    | 19      | támadó  | Brighton & Hove Albion | Ismeretlen |
|                 |         |         |                        | €90 000    |

## 1981–1982-es szezon
Érkezők
| Játékos         | Életkor | Pozíció     | Honnan               | Összeg     |
| --------------- | ------- | ----------- | -------------------- | ---------- |
| Bryan Robson    | 24      | középpályás | West Bromwich Albion | €1 700 000 |
| Frank Stapleton | 25      | támadó      | Arsenal              | €1 030 000 |
| Remi Moses      | 20      | középpályás | West Bromwich Albion | €575 000   |
| John Gidman     | 27      | hátvéd      | Everton              | €500 000   |
| Paul McGrath    | 22      | hátvéd      | Saint Patrick’s      | €35 000    |
|                 |         |             |                      | €3 840 000 |

Távozók
| Játékos          | Életkor | Pozíció     | Hova                | Összeg     |
| ---------------- | ------- | ----------- | ------------------- | ---------- |
| Sammy McIlroy    | 27      | középpályás | Stoke City          | €525 000   |
| Joe Jordan       | 29      | támadó      | AC Milan            | €380 000   |
| Anthony Whelan   | 21      | hátvéd      | Shamrock Rovers     | Ismeretlen |
| Nikola Jovanović | 28      | hátvéd      | Budućnost Podgorica | Kölcsönben |
| Jimmy Nicholl    | 25      | hátvéd      | Sunderland          | Kölcsönben |
|                  |         |             |                     | €905 000   |

## 1982–1983-as szezon
Érkezők
| Játékos           | Életkor | Pozíció     | Honnan              | Összeg     |
| ----------------- | ------- | ----------- | ------------------- | ---------- |
| Peter Beardsley   | 21      | támadó      | Vancouver Whitecaps | €333 000   |
| Arnold Mühren     | 31      | középpályás | Ipswich Town        | €0         |
| Graeme Hogg       | 18      | hátvéd      | Aberdeen U20        | Ismeretlen |
| Peter Bodak       | 20      | középpályás | Coventry City       | Ismeretlen |
| Jeff Wealands     | 31      | kapus       | Birmingham City     | Kölcsönben |
| Laurie Cunningham | 27      | támadó      | Real Madrid         | Kölcsönben |
|                   |         |             |                     | €333 000   |

Távozók
| Játékos          | Életkor | Pozíció     | Hova                | Összeg     |
| ---------------- | ------- | ----------- | ------------------- | ---------- |
| Jimmy Nichol     | 26      | hátvéd      | Toronto Blizzard    | €375 000   |
| Garry Birtles    | 26      | támadó      | Nottingham Forest   | €292 000   |
| Tom Connell      | 24      | hátvéd      | Glentoran           | €56 000    |
| Tom Sloan        | 22      | középpályás | Chester City        | €0         |
| Peter Beardsley  | 22      | támadó      | Vancouver Whitecaps | €0         |
| Nikola Jovanović | 29      | hátvéd      | Budućnost Podgorica | Ismeretlen |
| Paddy Roche      | 31      | kapus       | Brentford           | Ismeretlen |
| Peter Bodak      | 21      | középpályás | Manchester City     | Ismeretlen |
|                  |         |             |                     | €723 000   |

## 1983–1984-es szezon
Érkezők
| Játékos       | Életkor | Pozíció     | Honnan            | Összeg     |
| ------------- | ------- | ----------- | ----------------- | ---------- |
| Arthur Graham | 30      | támadó      | Birmingham City   | €75 000    |
| Jeff Wealands | 31      | kapus       | Ipswich Town      | Ismeretlen |
| Garth Crooks  | 25      | támadó      | Tottenham Hotspur | Kölcsönben |
| Peter Barnes  | 26      | középpályás | Leeds United      | Kölcsönben |
|               |         |             |                   | €75 000    |

Távozók
| Játékos       | Életkor | Pozíció     | Hova            | Összeg       |
| ------------- | ------- | ----------- | --------------- | ------------ |
| Ashley Grimes | 25      | középpályás | Coventry City   | €225 000     |
| Martin Buchan | 34      | hátvéd      | Oldham Athletic | €0           |
| Stephen Pears | 21      | kapus       | Middlesbrough   | Kölcsönben   |
| Steve Coppell | 27      | középpályás | Visszavonult    | Visszavonult |
|               |         |             |                 | €225 000     |

## 1984–1985-ös szezon
Érkezők
| Játékos         | Életkor | Pozíció     | Honnan            | Összeg     |
| --------------- | ------- | ----------- | ----------------- | ---------- |
| Alan Brazil     | 25      | támadó      | Tottenham Hotspur | €690 000   |
| Gordon Strachan | 27      | középpályás | Aberdeen          | €550 000   |
| Jesper Olsen    | 23      | középpályás | Ajax              | €430 000   |
|                 |         |             |                   | €1 670 000 |

Távozók
| Játékos        | Életkor | Pozíció     | Hova                    | Összeg     |
| -------------- | ------- | ----------- | ----------------------- | ---------- |
| Ray Wilkins    | 27      | középpályás | AC Milan                | €1 700 000 |
| Scott McGarvey | 21      | támadó      | Portsmouth              | €97 000    |
| Andy Hill      | 19      | hátvéd      | Bury                    | Ismeretlen |
| Lou Macari     | 35      | középpályás | Swindon Town            | Ismeretlen |
| Scott McGarvey | 21      | középpályás | Wolverhampton Wanderers | Kölcsönben |
|                |         |             |                         | €1 800 000 |

## 1985–1986-os szezon
Érkezők
| Játékos         | Életkor | Pozíció     | Honnan                    | Összeg     |
| --------------- | ------- | ----------- | ------------------------- | ---------- |
| Peter Davenport | 24      | támadó      | Nottingham Forest         | €939 000   |
| Chris Turner    | 26      | kapus       | Sunderland                | €327 000   |
| Colin Gibson    | 25      | hátvéd      | Aston Villa               | €310 000   |
| Mark Higgins    | 27      | hátvéd      | Everton                   | €67 000    |
| Joe Hanrahan    | 21      | középpályás | University College Dublin | €0         |
| John Sivebæk    | 24      | hátvéd      | Vejle                     | Ismeretlen |
| Peter Barnes    | 28      | középpályás | Coventry City             | Ismeretlen |
|                 |         |             |                           | €1 640 000 |

Távozók
| Játékos        | Életkor | Pozíció     | Hova            | Összeg     |
| -------------- | ------- | ----------- | --------------- | ---------- |
| Alan Brazil    | 26      | támadó      | Coventry City   | €330 000   |
| Stephen Pears  | 23      | kapus       | Middlesbrough   | €94 000    |
| Arnold Mühren  | 34      | középpályás | Ajax            | €0         |
| Gordon McQueen | 33      | hátvéd      | Szejko          | €0         |
| Arthur Graham  | 32      | támadó      | Bradford        | Ismeretlen |
| Jeff Wealands  | 33      | kapus       | Altrincham      | Ismeretlen |
| Billy Garton   | 20      | hátvéd      | Birmingham City | Kölcsönben |
| Fraser Digby   | 18      | középpályás | Oldham Athletic | Kölcsönben |
| Fraser Digby   | 19      | középpályás | Swindon Town    | Kölcsönben |
|                |         |             |                 | €424 000   |

## 1986–1987-es szezon
Érkezők
| Játékos      | Életkor | Pozíció     | Honnan          | Összeg     |
| ------------ | ------- | ----------- | --------------- | ---------- |
| Liam O’Brien | 22      | középpályás | Shamrock Rovers | €65 000    |
| Mark Higgins | 28      | hátvéd      | Bury            | Ismeretlen |
| Terry Gibson | 23      | támadó      | Coventry City   | Ismeretlen |
|              |         |             |                 | €65 000    |

Távozók
| Játékos         | Életkor | Pozíció     | Hova             | Összeg     |
| --------------- | ------- | ----------- | ---------------- | ---------- |
| Mark Hughes     | 22      | hátvéd      | Barcelona        | €3 000 000 |
| Peter Barnes    | 29      | középpályás | Manchester City  | €40 000    |
| Fraser Digby    | 29      | középpályás | Manchester City  | €40 000    |
| Mark Higgins    | 28      | hátvéd      | Bury             | €11 000    |
| Martin Russell  | 19      | középpályás | Birmingham City  | €0         |
| John Gidman     | 32      | hátvéd      | Manchester City  | Ismeretlen |
| Mark Dempsey    | 22      | középpályás | Sheffield United | Ismeretlen |
| Alan McLoughlin | 19      | középpályás | Swindon Town     | Ismeretlen |
| Mark Todd       | 19      | középpályás | Sheffield United | Ismeretlen |
| Mark Higgins    | 28      | hátvéd      | Bury             | Kölcsönben |
|                 |         |             |                  | €3 090 000 |

## 1987–1988-as szezon
Érkezők
| Játékos       | Életkor | Pozíció | Honnan       | Összeg     |
| ------------- | ------- | ------- | ------------ | ---------- |
| Brian McClair | 23      | támadó  | Celtic       | €1 200 000 |
| Steve Bruce   | 26      | hátvéd  | Norwich City | €1 200 000 |
| Viv Anderson  | 30      | hátvéd  | Arsenal      | €300 000   |
|               |         |         |              | €2 700 000 |

Távozók
| Játékos         | Életkor | Pozíció     | Hova                 | Összeg     |
| --------------- | ------- | ----------- | -------------------- | ---------- |
| Frank Stapleton | 30      | támadó      | Ajax                 | €0         |
| Gary Bailey     | 29      | kapus       | Kaizer Chiefs        | €0         |
| Joe Hanrahan    | 23      | középpályás | Shamrock Rovers      | €0         |
| John Sivebæk    | 25      | hátvéd      | Saint-Étienne        | Ismeretlen |
| Terry Gibson    | 24      | támadó      | Wimbledon            | Ismeretlen |
| Jesper Olsen    | 26      | középpályás | Næstved              | Kölcsönben |
| Graeme Hogg     | 23      | hátvéd      | West Bromwich Albion | Kölcsönben |
|                 |         |             |                      | €0         |

## 1988–1989-es szezon
Érkezők
| Játékos           | Életkor | Pozíció     | Honnan         | Összeg     |
| ----------------- | ------- | ----------- | -------------- | ---------- |
| Mark Hughes       | 24      | támadó      | Barcelona      | €2 000 000 |
| Jim Leighton      | 29      | kapus       | Aberdeen       | €1 000 000 |
| Mal Donaghy       | 30      | hátvéd      | Luton Town     | €750 000   |
| Lee Sharpe        | 17      | középpályás | Torquay United | €275 000   |
| Ralph Milne       | 27      | középpályás | Bristol City   | Ismeretlen |
| Giuliano Maiorana | 19      | támadó      | Histon         | Ismeretlen |
|                   |         |             |                | €4 020 000 |

Távozók
| Játékos         | Életkor | Pozíció     | Hova                  | Összeg       |
| --------------- | ------- | ----------- | --------------------- | ------------ |
| Peter Davenport | 27      | támadó      | Middlesbrough         | €939 000     |
| Jesper Olsen    | 27      | középpályás | Girondins de Bordeaux | €500 000     |
| Liam O’Brien    | 23      | középpályás | Newcastle United      | €300 000     |
| Graeme Hogg     | 24      | hátvéd      | Portsmouth            | €210 000     |
| Chris Turner    | 29      | kapus       | Sheffield Wednesday   | €208 000     |
| Arthur Albiston | 30      | hátvéd      | West Bromwich Albion  | Ismeretlen   |
| Kevin Moran     | 32      | hátvéd      | Sporting Gijón        | Ismeretlen   |
| Andy Comyn      | 19      | hátvéd      | Alvechurch            | Ismeretlen   |
| Nicky Wood      | 22      | támadó      | Visszavonult          | Visszavonult |
|                 |         |             |                       | €2 160 000   |

## 1989–1990-es szezon
Érkezők
| Játékos        | Életkor | Pozíció     | Honnan            | Összeg     |
| -------------- | ------- | ----------- | ----------------- | ---------- |
| Gary Pallister | 24      | hátvéd      | Middlesbrough     | €2 600 000 |
| Neil Webb      | 25      | középpályás | Nottingham Forest | €1 700 000 |
| Paul Ince      | 21      | középpályás | West Ham United   | €1 500 000 |
| Danny Wallace  | 25      | középpályás | Southampton       | €1 450 000 |
| Mike Phelan    | 26      | középpályás | Norwich City      | €875 000   |
| Brian Carey    | 21      | hátvéd      | Cork City         | €117 000   |
| Andy Rammell   | 22      | támadó      | Atherstone Town   | €48 000    |
| Les Sealey     | 32      | kapus       | Luton Town        | Kölcsönben |
| Les Sealey     | 32      | kapus       | Luton Town        | €0         |
| Mark Crossley  | 20      | kapus       | Nottingham Forest | Kölcsönben |
|                |         |             |                   | €8 290 000 |

Távozók
| Játékos          | Életkor | Pozíció     | Hova         | Összeg       |
| ---------------- | ------- | ----------- | ------------ | ------------ |
| Norman Whiteside | 24      | középpályás | Everton      | €750 000     |
| Paul McGrath     | 29      | hátvéd      | Aston Villa  | €500 000     |
| Gordon Strachan  | 32      | középpályás | Leeds United | €200 000     |
| Shaun Goater     | 19      | támadó      | Rotherham    | €45 000      |
| Remi Moses       | 28      | középpályás | Visszavonult | Visszavonult |
|                  |         |             |              | €1 500 000   |

## 1990–1991-es szezon
Érkezők
| Játékos        | Életkor | Pozíció     | Honnan          | Összeg   |
| -------------- | ------- | ----------- | --------------- | -------- |
| Denis Irwin    | 24      | hátvéd      | Oldham Athletic | €700 000 |
| Neil Whitworth | 18      | hátvéd      | Wigan Athletic  | €180 000 |
| Craig Lawton   | 18      | középpályás | Port Vale       | €0       |
|                |         |             |                 | €880 000 |

Távozók
| Játékos      | Életkor | Pozíció     | Hova                | Összeg       |
| ------------ | ------- | ----------- | ------------------- | ------------ |
| Andy Rammell | 23      | támadó      | Barnsley            | €121 000     |
| Colin Gibson | 30      | hátvéd      | Leicester City      | €115 000     |
| Mike Duxbury | 30      | hátvéd      | Blackburn Rovers    | €0           |
| Viv Anderson | 34      | hátvéd      | Sheffield Wednesday | €0           |
| David Wilson | 21      | középpályás | Lincoln City        | Ismeretlen   |
| Brian Carey  | 22      | hátvéd      | Wrexham             | Kölcsönben   |
| Mike Pollitt | 18      | kapus       | Oldham Athletic     | Kölcsönben   |
| Colin Gibson | 30      | hátvéd      | Port Vale           | Kölcsönben   |
| Derek Brazil | 21      | hátvéd      | Oldham Athletic     | Kölcsönben   |
| Billy Garton | 25      | hátvéd      | Visszavonult        | Visszavonult |
|              |         |             |                     | €236 000     |

## 1991–1992-es szezon
Érkezők
| Játékos              | Életkor | Pozíció     | Honnan              | Összeg     |
| -------------------- | ------- | ----------- | ------------------- | ---------- |
| Paul Parker          | 27      | hátvéd      | Queens Park Rangers | €2 430 000 |
| Andrej Kancselszkisz | 22      | középpályás | Sahtar Doneck       | €1 000 000 |
| Peter Schmeichel     | 27      | kapus       | Brøndby             | €750 000   |
| Jovan Kirovski       | 15      | támadó      | San Diego Nomads    | €0         |
| Ian Wilkinson        | 18      | kapus       | Stockport County    | €0         |
|                      |         |             |                     | €4 180 000 |

Távozók
| Játékos            | Életkor | Pozíció     | Hova                | Összeg     |
| ------------------ | ------- | ----------- | ------------------- | ---------- |
| Deiniol Graham     | 21      | támadó      | Barnsley            | €58 000    |
| Les Sealey         | 33      | kapus       | Aston Villa         | €0         |
| Mike Pollitt       | 19      | kapus       | Bury                | €0         |
| John Sharples      | 18      | hátvéd      | Heart of Midlothian | €0         |
| Jim Leighton       | 33      | kapus       | Dundee              | Ismeretlen |
| David Wilson       | 22      | középpályás | Bristol Rovers      | Ismeretlen |
| Ralph Milne        | 30      | középpályás | Szing Tao           | Ismeretlen |
| Brian Carey        | 23      | hátvéd      | Wrexham             | Kölcsönben |
| Russell Beardsmore | 23      | középpályás | Blackburn Rovers    | Kölcsönben |
| Derek Brazil       | 22      | hátvéd      | Swansea City        | Kölcsönben |
| Neil Whitworth     | 19      | hátvéd      | Barnsley            | Kölcsönben |
| Neil Whitworth     | 19      | hátvéd      | Preston North End   | Kölcsönben |
|                    |         |             |                     | €58 000    |